# Klasifikacija Kongresne knjižnice
Klasifikacija Kongresne knjižnice (angleško Library of Congress Classification, v nadaljevanju LCC) je sistem knjižnične klasifikacije, ki so ga pričeli razvijati ob koncu 19. stoletja z namenom reorganizacije in ureditve knjižničnega gradiva Kongresne knjižnice v Washingtonu.
Sistem LCC razdeljuje vse človeško znanje v enaindvajset osnovnih kategorij, vsako označuje po ena črka angleške abecede. Večina teh s črko zaznamovanih skupin se nato deli še naprej v specifične podskupine, ki jih določata po dve črki oziroma v nekaterih primerih so kombinacije tudi tričrkovne, pri tem je na prvem mestu vedno črka glavne skupine. Vsaka podskupina vključuje hierarhično ureditev tem znotraj osnovne tematike, in sicer po logičnem razporedu od splošnih do bolj specifičnih oziroma od teoretičnih do praktičnih. Vsaki takšni temi je dodeljena številka sestavljena iz ene cifre ali kombinacije do štirih cifer, ki je lahko nadaljnje razširjena še z decimalnimi števili, v nekaterih primerih kombiniranih tudi s črko, npr. .B72 ali .K535. Celotna kombinacija številk in črk, ki pripada posameznemu gradivu, govori o njegovi vsebini in je hkrati tudi njegova signatura, to je oznaka, ki določa lokacijo v knjižnici, kjer se knjiga nahaja. Primer: LB2395.C65 1991.

## Razvoj
LCC sta konec leta 1897 pričela snovati bibliotekarska strokovnjaka zaposlena v Kongresni knjižnici, James C. M. Hanson in Charles Martel, kot nadomestilo ustaljenemu sistemu razvrščanja kakršnega je uvedel Thomas Jefferson v prvi polovici 19. stoletja, ko je knjižnica obsegala le okoli 10.000 knjig. Ob selitvi v novo stavbo in ob dejstvu, da je knjižnica dobrega pol stoletja kasneje hranila že okoli milijon knjig, se je pokazala neodložljiva potreba po novem bolj učinkovitem in natančnem sistemu. Z njunim delom je nadaljeval Herbert Putnam v letu 1899, ko je nastopil s službo v Kongresni knjižnici. LCC je v določeni meri oblikoval po vzoru drugih nekoliko starejših klasifikacijskih sistemov kot sta Cutter Expansive Classification (1891–93) in Deweyeva decimalna klasifikacija (1876). Vendar je bila v prvi vrsti ustvarjena predvsem z mislijo na formiranje najprimernejše klasifikacije za aktualno zbirko Kongresne knjižnice, ki je tedaj obsegala nekaj milijonov knjig. Tako je bil Putnam, kot njen tvorec, večkrat kritiziran zaradi pomanjkanja teoretičnih osnov, saj so bile mnoge odločitve sprejete v prid praktičnih potreb knjižnice, pri čemer je bila premalo upoštevana stroka. Do leta 1939, ko je Putnam zapustil mesto predstojnika v Kongresni knjižnici, so bile vse glavne kategorije razen K (pravo) in delov skupine B (filozofija in religija) dobro razvite. Tekom 20. stoletja so nato sistem LCC za svojega vzele številne knjižnice v ZDA.

## Uporaba
V današnjem času spada LCC poleg Univerzalne decimalne klasifikacije (UDK)  in Deweyeve decimalne klasifikacije (DDC) med svetovno najbolj razširjene knjižnične klasifikacijske sisteme. Uporabljajo ga predvsem v univerzitetnih, specialnih in vladnih knjižnicah v ZDA, medtem ko večina splošnih in manjših visokošolskih knjižnic še vedno uporablja DDC, ter v številnih drugih državah kot sta npr. Avstralija in Tajvan.
Oddelek za klasifikacijo Kongresne knjižnice in njegovi podporni oddelki skrbijo, da razvoj LCC teče dalje. Vzdržujejo, še dalje razvijajo in prilagajajo sistem potrebam sodobnega bibliotekarstva. O tovrstnih spremembah in izboljšavah javnost redno obveščajo s tedenskimi objavami na svoji spletni strani.

## Sistem
Glavne kategorije LCC z oznakami.
A – Splošno

B – Filozofija. Psihologija. Religija.

C – Zgodovina

D – Svetovna zgodovina in zgodovina Evrope, Azije, Afrike, Avstralije, Nove Zelandije itd.

E – Zgodovina Amerik

F – Zgodovina Amerik

G – Geografija. Antropologija. Rekreacija.

H – Družbene vede

J – Politika

K – Pravo

L – Izobraževanje

M – Glasba in knjige o glasbi

N – Umetnost

P – Jezik in literatura

Q – Znanost

R – Medicina

S – Kmetijstvo

T – Tehnologija

U – Vojska

V – Pomorstvo

Z – Bibliografija. Bibliotekarstvo. Splošni informacijski viri.